# امیر حسین
امیر حسین (عربی: أمير حسين؛ زادهٔ ۱۱ آوریل ۱۹۶۱) بوکسور اهل عراق است. او به نمایندگی از کشورش در مسابقات بوکس در بازی‌های المپیک تابستانی ۱۹۸۸ شرکت داشت.